# Vivy, Maine-et-Loir

Vivy este o comună în departamentul Maine-et-Loire, Franța. În 2009 avea o populație de 2,364 de locuitori.